# Мачаваріані Тамара Акакіївна
Тамара Акакіївна Мачаваріані (1915, село Цинандалі, тепер Телавський муніципалітет, Грузія — ?) — грузинська радянська діячка, вчителька, завідувач навчальної частини середньої школи № 3 міста Телаві Грузинської РСР. Депутат Верховної ради СРСР 4-го скликання.

## Життєпис
У 1931 році закінчила Телавський педагогічний технікум.
У 1931—1932 роках — вчителька неповної середньої школи села Ікалто Грузинської РСР.
У 1932—1937 роках — студентка Тифліського (Тбіліського) державного університету імені Сталіна.
У 1937—1946 роках — вчителька середньої школи № 4 міста Телаві Грузинської РСР.
З 1946 року — вчителька, завідувач навчальної частини середньої школи № 3 міста Телаві Грузинської РСР.
Подальша доля невідома.

## Нагороди
- медаль «За доблесну працю у Великій Вітчизняній війні 1941—1945 рр.»
- медалі